# Beabadoobee
Beatrice Kristi Ilejay Laus (nascida em Iloílo, Vissaias Orientais, Filipinas, em 3 de junho de 2000), conhecida profissionalmente como Beabadoobee (em inglês: Beebadobee; /biːbəˈduːbiː/; bee-bə-DOO-bee), é uma cantora e compositora filipina-britânica. 
Beabadoobee foi ato de abertira da primeira leg norte-amiericana da The Eras Tour, de Taylor Swift, participou como atração de apoio dos colegas de gravadora The 1975 em várias etapas da turnê Music for Cars, e para a cantora americana Clairo durante sua turnê Immunity. 
Bea foi indicada ao Rising Star Award no Brit Awards de 2020, foi indicada ao Radar Award do NME Awards e foi prevista como um ato inovador de 2020 em uma pesquisa anual da BBC de críticos de música, a Sound of 2020. Em 2025, foi novamente indicada ao Brit Awards, dessa vez como Artista do Ano e Melhor Ato Britânico Rock/Alternativo

## Biografia
Laus nasceu em Iloílo, nas Filipinas em 3 de junho de 2000 e se mudou com seus pais para Londres quando tinha apenas 3 anos. Se formou até seu décimo terceiro ano na Sacred Heart High School e o completou na Hammersmith Academy.
Ela passou sete anos aprendendo a tocar violino, antes de ganhar seu primeiro violão de segunda mão aos 17 anos, que aprendeu a tocar com videos do YouTube.
A cantora se identifica como bissexual.

## Carreira

### 2017–2019: "Coffee" e primeiros EPs
Beabadoobee foi um nome inventado para sua conta para amigos no instagram, porque nenhum outro estava sendo aceito.
A primeira música que ela escreveu no violão foi "Coffee" e graças a ela seu nome artistico "Beabadoobee"  surgiu. Oscar Lang, amigo e produtor de Bea, estava pronto para fazer upload de Coffee e sugiriu que a amiga a registrasse sob uma assinatura artistisca 
A musica, assim como um cover de "The Moon Song" da Karen O, foram lançados em setembro de 2017. "Coffee" alcançou mais de 300 mil visualizações no YouTube, além de chamar a atenção da gravadora Dirty Hit Records. Ela assinou com o selo em abril de 2018. Lice, seu EP de estreia, foi lançado em março de 2018, e o segundo , Patched Up, em dezembro do mesmo ano. Em janeiro de 2019, Beabadoobee foi colocada ao lado de Billie Eilish na lista anual da NME de "artistas novos essenciais", a "NME 100". Em seguida, ela lançou seu terceiro EP, intitulado Loveworm. Beabadoobee lançou uma versão acústica desse EP, chamada Loveworm (Bedroom Sessions), em julho de 2019.
Em setembro de 2019, embarcou em sua primeira turnê como atração de apoio de Clairo na Immunity Tour, antes de lançar seu quarto EP, Space Cadet, em outubro. Beabadoobee apareceu na capa da revista NME em 25 de outubro de 2019. Em novembro de 2019, lançou dois Spotify Singles: um cover de "Don't You Forget About Me", da banda Simple Minds, e uma versão da música "She Plays Bass", gravada nos estúdios Abbey Road, em Londres. Em dezembro de 2019, ela foi incluída na lista da Sound of 2020, uma tradicional votação anual feita por críticos musicais da BBC e indicada ao prêmio Rising Star no Brit Awards 2020.

## Discografia

### Álbuns de estúdio
| Título                     | Data de publicação    | Gravadora(s) | Músicas                                        | Formatos                                                                         | Ref.          |
| -------------------------- | --------------------- | ------------ | ---------------------------------------------- | -------------------------------------------------------------------------------- | ------------- |
| Fake It Flowers            | 16 de outubro de 2020 | Dirty Hit    | "Care"                                         | disco de vinil, fita cassette (cassette single), CD, download digital, streaming | [ 26 ] [ 27 ] |
| Fake It Flowers            | 16 de outubro de 2020 | Dirty Hit    | "Worth It"                                     | disco de vinil, fita cassette (cassette single), CD, download digital, streaming | [ 26 ] [ 27 ] |
| Fake It Flowers            | 16 de outubro de 2020 | Dirty Hit    | "Dye It Red"                                   | disco de vinil, fita cassette (cassette single), CD, download digital, streaming | [ 26 ] [ 27 ] |
| Fake It Flowers            | 16 de outubro de 2020 | Dirty Hit    | "Back To Mars"                                 | disco de vinil, fita cassette (cassette single), CD, download digital, streaming | [ 26 ] [ 27 ] |
| Fake It Flowers            | 16 de outubro de 2020 | Dirty Hit    | "Charlie Brown"                                | disco de vinil, fita cassette (cassette single), CD, download digital, streaming | [ 26 ] [ 27 ] |
| Fake It Flowers            | 16 de outubro de 2020 | Dirty Hit    | "Emo Song"                                     | disco de vinil, fita cassette (cassette single), CD, download digital, streaming | [ 26 ] [ 27 ] |
| Fake It Flowers            | 16 de outubro de 2020 | Dirty Hit    | "Sorry"                                        | disco de vinil, fita cassette (cassette single), CD, download digital, streaming | [ 26 ] [ 27 ] |
| Fake It Flowers            | 16 de outubro de 2020 | Dirty Hit    | "Further Away"                                 | disco de vinil, fita cassette (cassette single), CD, download digital, streaming | [ 26 ] [ 27 ] |
| Fake It Flowers            | 16 de outubro de 2020 | Dirty Hit    | "Horen Sarrison"                               | disco de vinil, fita cassette (cassette single), CD, download digital, streaming | [ 26 ] [ 27 ] |
| Fake It Flowers            | 16 de outubro de 2020 | Dirty Hit    | "How Was Your Day?"                            | disco de vinil, fita cassette (cassette single), CD, download digital, streaming | [ 26 ] [ 27 ] |
| Fake It Flowers            | 16 de outubro de 2020 | Dirty Hit    | "Together"                                     | disco de vinil, fita cassette (cassette single), CD, download digital, streaming | [ 26 ] [ 27 ] |
| Fake It Flowers            | 16 de outubro de 2020 | Dirty Hit    | "Yoshimi, Forest, Magdalene"                   | disco de vinil, fita cassette (cassette single), CD, download digital, streaming | [ 26 ] [ 27 ] |
| Beatopia                   | 15 de julho de 2022   | Dirty Hit    | "Beatopia Cultsong"                            | disco de vinil, fita cassette (cassette single), CD, download digital, streaming | [ 26 ] [ 27 ] |
| Beatopia                   | 15 de julho de 2022   | Dirty Hit    | "10:36"                                        | disco de vinil, fita cassette (cassette single), CD, download digital, streaming | [ 26 ] [ 27 ] |
| Beatopia                   | 15 de julho de 2022   | Dirty Hit    | "Sunny day"                                    | disco de vinil, fita cassette (cassette single), CD, download digital, streaming | [ 26 ] [ 27 ] |
| Beatopia                   | 15 de julho de 2022   | Dirty Hit    | "See you Soon"                                 | disco de vinil, fita cassette (cassette single), CD, download digital, streaming | [ 26 ] [ 27 ] |
| Beatopia                   | 15 de julho de 2022   | Dirty Hit    | "Ripples"                                      | disco de vinil, fita cassette (cassette single), CD, download digital, streaming | [ 26 ] [ 27 ] |
| Beatopia                   | 15 de julho de 2022   | Dirty Hit    | "the perfect pair"                             | disco de vinil, fita cassette (cassette single), CD, download digital, streaming | [ 26 ] [ 27 ] |
| Beatopia                   | 15 de julho de 2022   | Dirty Hit    | "broken cd"                                    | disco de vinil, fita cassette (cassette single), CD, download digital, streaming | [ 26 ] [ 27 ] |
| Beatopia                   | 15 de julho de 2022   | Dirty Hit    | "Talk"                                         | disco de vinil, fita cassette (cassette single), CD, download digital, streaming | [ 26 ] [ 27 ] |
| Beatopia                   | 15 de julho de 2022   | Dirty Hit    | "Lovesong"                                     | disco de vinil, fita cassette (cassette single), CD, download digital, streaming | [ 26 ] [ 27 ] |
| Beatopia                   | 15 de julho de 2022   | Dirty Hit    | "Pictures of Us"                               | disco de vinil, fita cassette (cassette single), CD, download digital, streaming | [ 26 ] [ 27 ] |
| Beatopia                   | 15 de julho de 2022   | Dirty Hit    | "fairy song"                                   | disco de vinil, fita cassette (cassette single), CD, download digital, streaming | [ 26 ] [ 27 ] |
| Beatopia                   | 15 de julho de 2022   | Dirty Hit    | "Don’t get the deal"                           | disco de vinil, fita cassette (cassette single), CD, download digital, streaming | [ 26 ] [ 27 ] |
| Beatopia                   | 15 de julho de 2022   | Dirty Hit    | "tinkerbell is overrated" (com PinkPantheress) | disco de vinil, fita cassette (cassette single), CD, download digital, streaming | [ 26 ] [ 27 ] |
| Beatopia                   | 15 de julho de 2022   | Dirty Hit    | "You’re here that’s the thing"                 | disco de vinil, fita cassette (cassette single), CD, download digital, streaming | [ 26 ] [ 27 ] |
| This Is How Tomorrow Moves | 9 de agosto de 2024   | Dirty Hit    | "Take A Bite"                                  |                                                                                  |               |
| This Is How Tomorrow Moves | 9 de agosto de 2024   | Dirty Hit    | "California"                                   |                                                                                  |               |
| This Is How Tomorrow Moves | 9 de agosto de 2024   | Dirty Hit    | "One Time"                                     |                                                                                  |               |
| This Is How Tomorrow Moves | 9 de agosto de 2024   | Dirty Hit    | "Real Man"                                     |                                                                                  |               |
| This Is How Tomorrow Moves | 9 de agosto de 2024   | Dirty Hit    | "Tie My Shoes"                                 |                                                                                  |               |
| This Is How Tomorrow Moves | 9 de agosto de 2024   | Dirty Hit    | "Girl Song"                                    |                                                                                  |               |
| This Is How Tomorrow Moves | 9 de agosto de 2024   | Dirty Hit    | "Coming Home"                                  |                                                                                  |               |
| This Is How Tomorrow Moves | 9 de agosto de 2024   | Dirty Hit    | "Ever Seen"                                    |                                                                                  |               |
| This Is How Tomorrow Moves | 9 de agosto de 2024   | Dirty Hit    | "A Cruel Affair"                               |                                                                                  |               |
| This Is How Tomorrow Moves | 9 de agosto de 2024   | Dirty Hit    | "Post"                                         |                                                                                  |               |
| This Is How Tomorrow Moves | 9 de agosto de 2024   | Dirty Hit    | "Beaches"                                      |                                                                                  |               |
| This Is How Tomorrow Moves | 9 de agosto de 2024   | Dirty Hit    | "Everything I Want"                            |                                                                                  |               |
| This Is How Tomorrow Moves | 9 de agosto de 2024   | Dirty Hit    | "The Man Who Left Too Soon"                    |                                                                                  |               |
| This Is How Tomorrow Moves | 9 de agosto de 2024   | Dirty Hit    | "This Is How It Went"                          |                                                                                  |               |

### Extended plays(EPs)
| Título            | Data de publicação                                                          | Gravadora(s) | Músicas                        | Formatos                                                                     | Ref.          |
| ----------------- | --------------------------------------------------------------------------- | ------------ | ------------------------------ | ---------------------------------------------------------------------------- | ------------- |
| Lice              | 28 de fevereiro de 2018                                                     | Dirty Hit    | "Home Alone"                   | download digital, streaming                                                  | [ 26 ] [ 27 ] |
| Lice              | 28 de fevereiro de 2018                                                     | Dirty Hit    | "Bobby"                        | download digital, streaming                                                  | [ 26 ] [ 27 ] |
| Lice              | 28 de fevereiro de 2018                                                     | Dirty Hit    | "Spacing Out"                  | download digital, streaming                                                  | [ 26 ] [ 27 ] |
| Lice              | 28 de fevereiro de 2018                                                     | Dirty Hit    | "Angry Song"                   | download digital, streaming                                                  | [ 26 ] [ 27 ] |
| Patched Up        | 7 de dezembro de 2018                                                       | Dirty Hit    | "Everest"                      | disco de vinil, fita cassette (cassette single), download digital, streaming | [ 26 ] [ 27 ] |
| Patched Up        | 7 de dezembro de 2018                                                       | Dirty Hit    | "Tired"                        | disco de vinil, fita cassette (cassette single), download digital, streaming | [ 26 ] [ 27 ] |
| Patched Up        | 7 de dezembro de 2018                                                       | Dirty Hit    | "Dance with Me"                | disco de vinil, fita cassette (cassette single), download digital, streaming | [ 26 ] [ 27 ] |
| Patched Up        | 7 de dezembro de 2018                                                       | Dirty Hit    | "Art Class"                    | disco de vinil, fita cassette (cassette single), download digital, streaming | [ 26 ] [ 27 ] |
| Patched Up        | 7 de dezembro de 2018                                                       | Dirty Hit    | "If You Want To"               | disco de vinil, fita cassette (cassette single), download digital, streaming | [ 26 ] [ 27 ] |
| Patched Up        | 7 de dezembro de 2018                                                       | Dirty Hit    | "Eighteen"                     | disco de vinil, fita cassette (cassette single), download digital, streaming | [ 26 ] [ 27 ] |
| Patched Up        | 7 de dezembro de 2018                                                       | Dirty Hit    | "The Way I Spoke"              | disco de vinil, fita cassette (cassette single), download digital, streaming | [ 26 ] [ 27 ] |
| Loveworm          | 26 de abril de 2019 (ou 8 de julho de 2019, para a versão Bedroom Sessions) | Dirty Hit    | "Disappear"                    | disco de vinil, fita cassette (cassette single), download digital, streaming | [ 26 ] [ 27 ] |
| Loveworm          | 26 de abril de 2019 (ou 8 de julho de 2019, para a versão Bedroom Sessions) | Dirty Hit    | "1999"                         | disco de vinil, fita cassette (cassette single), download digital, streaming | [ 26 ] [ 27 ] |
| Loveworm          | 26 de abril de 2019 (ou 8 de julho de 2019, para a versão Bedroom Sessions) | Dirty Hit    | "Apple Cider"                  | disco de vinil, fita cassette (cassette single), download digital, streaming | [ 26 ] [ 27 ] |
| Loveworm          | 26 de abril de 2019 (ou 8 de julho de 2019, para a versão Bedroom Sessions) | Dirty Hit    | "Ceilings"                     | disco de vinil, fita cassette (cassette single), download digital, streaming | [ 26 ] [ 27 ] |
| Loveworm          | 26 de abril de 2019 (ou 8 de julho de 2019, para a versão Bedroom Sessions) | Dirty Hit    | "Angel"                        | disco de vinil, fita cassette (cassette single), download digital, streaming | [ 26 ] [ 27 ] |
| Loveworm          | 26 de abril de 2019 (ou 8 de julho de 2019, para a versão Bedroom Sessions) | Dirty Hit    | "You Lie All The Time"         | disco de vinil, fita cassette (cassette single), download digital, streaming | [ 26 ] [ 27 ] |
| Loveworm          | 26 de abril de 2019 (ou 8 de julho de 2019, para a versão Bedroom Sessions) | Dirty Hit    | "Soren"                        | disco de vinil, fita cassette (cassette single), download digital, streaming | [ 26 ] [ 27 ] |
| Space Cadet       | 14 de outubro de 2019                                                       | Dirty Hit    | "Are You Sure"                 | disco de vinil, download digital, streaming                                  | [ 26 ] [ 27 ] |
| Space Cadet       | 14 de outubro de 2019                                                       | Dirty Hit    | "I Wish I Was Stephen Malkmus" | disco de vinil, download digital, streaming                                  | [ 26 ] [ 27 ] |
| Space Cadet       | 14 de outubro de 2019                                                       | Dirty Hit    | "Sun More Often"               | disco de vinil, download digital, streaming                                  | [ 26 ] [ 27 ] |
| Space Cadet       | 14 de outubro de 2019                                                       | Dirty Hit    | "She Plays Bass"               | disco de vinil, download digital, streaming                                  | [ 26 ] [ 27 ] |
| Space Cadet       | 14 de outubro de 2019                                                       | Dirty Hit    | "Space Cadet"                  | disco de vinil, download digital, streaming                                  | [ 26 ] [ 27 ] |
| Our Extended Play | 24 de junho de 2021                                                         | Dirty Hit    | "Last Day On Earth"            | disco de vinil, download digital, streaming                                  | [ 26 ] [ 27 ] |
| Our Extended Play | 24 de junho de 2021                                                         | Dirty Hit    | "Cologne"                      | disco de vinil, download digital, streaming                                  | [ 26 ] [ 27 ] |
| Our Extended Play | 24 de junho de 2021                                                         | Dirty Hit    | "Animal Noises"                | disco de vinil, download digital, streaming                                  | [ 26 ] [ 27 ] |
| Our Extended Play | 24 de junho de 2021                                                         | Dirty Hit    | "He Gets Me So High"           | disco de vinil, download digital, streaming                                  | [ 26 ] [ 27 ] |

### Singles

#### Por conta própria
| Título                           | Ano  | Gravadora(s) | Álbum/EP                          | Ref.          |
| -------------------------------- | ---- | ------------ | --------------------------------- | ------------- |
| "Coffee"                         | 2017 | Dirty Hit    | N/A                               | [ 26 ] [ 27 ] |
| "The Moon Song" (com Oscar Lang) | 2017 | Dirty Hit    | N/A                               | [ 26 ] [ 27 ] |
| "Susie May"                      | 2018 | Dirty Hit    | N/A                               | [ 26 ] [ 27 ] |
| "She Plays Bass"                 | 2019 | Dirty Hit    | Space Cadet                       | [ 26 ] [ 27 ] |
| "I Wish I Was Stephen Malkmus"   | 2019 | Dirty Hit    | Space Cadet                       | [ 26 ] [ 27 ] |
| "Don’t You (Forget About Me)"    | 2019 | Dirty Hit    | Live From Abbey Road Studios      | [ 26 ] [ 27 ] |
| "She Plays Bass"                 | 2019 | Dirty Hit    | Live From Abbey Road Studios      | [ 26 ] [ 27 ] |
| "You Lie All The Time"           | 2020 | Dirty Hit    | beabadoobee - ASIA RISING FOREVER | [ 26 ] [ 27 ] |
| "Between the Bars"               | 2020 | Dirty Hit    | beabadoobee - ASIA RISING FOREVER | [ 26 ] [ 27 ] |
| "Care"                           | 2020 | Dirty Hit    | Fake It Flowers                   | [ 26 ] [ 27 ] |
| "Sorry"                          | 2020 | Dirty Hit    | Fake It Flowers                   | [ 26 ] [ 27 ] |
| "Worth It"                       | 2020 | Dirty Hit    | Fake It Flowers                   | [ 26 ] [ 27 ] |
| "How Was Your Day?"              | 2020 | Dirty Hit    | Fake It Flowers                   | [ 26 ] [ 27 ] |
| "Together"                       | 2020 | Dirty Hit    | Fake It Flowers                   | [ 26 ] [ 27 ] |
| "Winter Wonderland"              | 2020 | Dirty Hit    | N/A                               | [ 26 ] [ 27 ] |
| "Last Day On Earth"              | 2021 | Dirty Hit    | Our Extended Plays                | [ 26 ] [ 27 ] |
| "Talk"                           | 2022 | Dirty Hit    | Beatopia                          | [ 26 ] [ 27 ] |
| "See you Soon"                   | 2022 | Dirty Hit    | Beatopia                          | [ 26 ] [ 27 ] |
| "Lovesong"                       | 2022 | Dirty Hit    | Beatopia                          | [ 26 ] [ 27 ] |
| "10:36"                          | 2022 | Dirty Hit    | Beatopia                          | [ 26 ] [ 27 ] |
| "Glue Song" (com Clairo)         | 2023 | Dirty Hit    | N/A                               | [ 26 ] [ 27 ] |
| N/A: não pertence a um álbum     |      |              |                                   | [ 26 ] [ 27 ] |

#### Como artista convidada(featured artist)
| Título                                                       | Ano  | Gravadora(s)     | Álbum             | Ref. |
| ------------------------------------------------------------ | ---- | ---------------- | ----------------- | ---- |
| "death bed (coffee for your head)" (Powfu feat. Beabadoobee) | 2020 | Columbia Records | Poems of the Past | V    |
| "Hurry Home" (No Rome feat. Beabadoobee e Jay Som)           | 2020 | Dirty Hit        | N/A               | V    |
| "Silver Into Rain" (Luna Li feat. Beabadoobee)               | 2022 | AWAL             | Duality           | V    |
| "fall in love with a girl" (Cavetown feat. Beabadoobee)      | 2022 | Cave Music       | worm food         | V    |
| "iScream" (Deaton Chris Anthony feat, Beabadoobee)           | 2022 | Dirty Hit        | SID THE KID       | V    |
| "CYBERKISS 2 U*" (BLACKSTARKIDS feat. Beabadoobee)           | 2022 | Dirty Hit        | CYBERKISS*        | V    |
| N/A: não pertence a um álbum                                 |      |                  |                   | V    |

## Prêmios
| Ano  | Organização                  | Prêmio                     | Obra                                                    | Resultado | Ref.          |
| ---- | ---------------------------- | -------------------------- | ------------------------------------------------------- | --------- | ------------- |
| 2019 | UK Music Video Awards        | Best Rock Video - Newcomer | "Disappear"                                             | Indicado  | [ 28 ]        |
| 2020 | NME Awards                   | Radar Award                | Ela mesma                                               | Venceu    | [ 29 ]        |
| 2020 | Brit Awards                  | Rising Star                | Ela mesma                                               | Indicado  | [ 30 ] [ 31 ] |
| 2020 | UK Music Video Awards        | Best Rock Video - Newcomer | "I Wish I Was Stephen Malkmus"                          | Indicado  | [ 32 ]        |
| 2021 | UK Music Video Awards        | Best Rock Video - UK       | "Last Day On Earth"                                     | Venceu    | [ 33 ]        |
| 2021 | AIM Independent Music Awards | Best Live Streamed Act     | Ela mesma                                               | Indicado  | [ 34 ]        |
| 2022 | UK Music Video Awards        | Best Pop Video - Newcomer  | "fall in love with a girl" (Cavetown feat. Beabadoobee) | Venceu    | [ 35 ]        |